# Фердерух

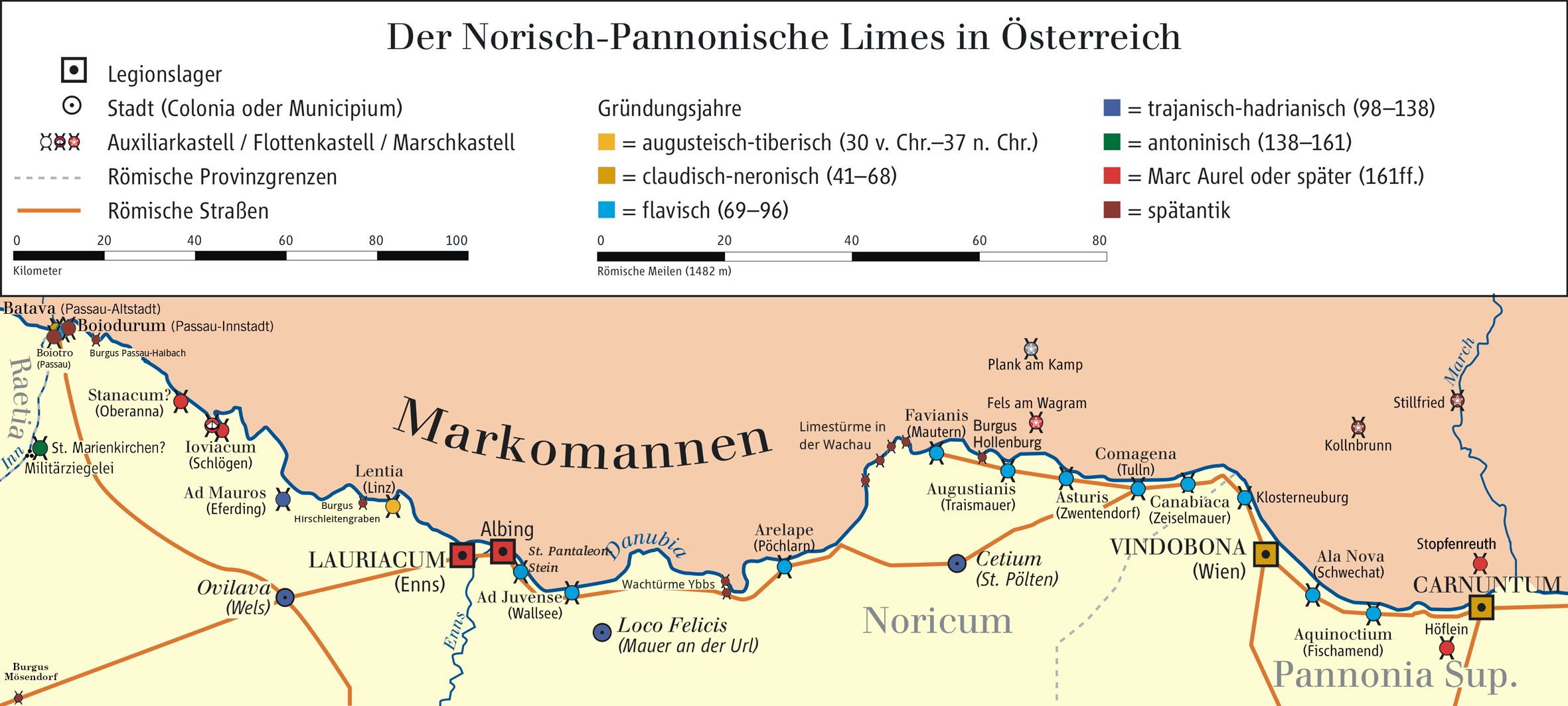
Норикский лимес римских времён

Фердерух (Фердерих; лат. Ferderuchus или Ferderichus; убит в 486 или 487) — член королевской семьи ругов, убийство которого его племянником Фридерихом стало поводом для правителя Италии Одоакра к началу войны, приведшей к уничтожению Ругиланда.

## Биография
Единственный сообщающий о Фердерухе нарративный источник — написанное в начале VI века Евгиппием «Житие святого Северина». О связанных с Фердерухом событиях также сообщается в «Старших Венских фастах», «Копенгагенском продолжении „Хроники“ Проспера Аквитанского», хрониках Кассиодора, Анонима Валезия и Иоанна Антиохийского, «Панегирике Теодориху» Магна Феликса Эннодия и «Истории лангобардов» Павла Диакона.
Фердерух — младший сын короля ругов Флаккифея. Его старшим братом был Фелетей, невесткой — Гизо, а племянником — Фридерих. После смерти отца — около 475 года, во всяком случае, не позднее 482 года — Фелетей унаследовал власть над королевством ругов. Он владел землями на северном берегу Дуная, напротив бывшей римской провинции Норик. Резиденция королей Ругиланда находилась на месте современного города Кремс-ан-дер-Донау.
Также как и другие руги Фердерух был арианином. Однако это не мешало ему поддерживать хорошие отношения с духовным главой норикских ортодоксальных христиан святым Северином, жившим в монастыре вблизи Фавианиса (современного Маутерн-ан-дер-Донау). Частые и беспрепятственные поездки членов ругийской королевской семьи через Дунай свидетельствуют, что в то время Норикский лимес как система пограничных укреплений уже перестал существовать. Более того, Фердерух получил от своего брата Фелетея находившийся на южном берегу Дуная Фавианис в управление. Это был первый случай в истории, когда король-германец дарил кому-то римский город. Какими полномочиями обладал Фердерух в Фавианисе, не известно.
Умирая в 482 году, Северин Норикский призвал к себе Фелетея и Гизо и дал им последние наставления. В том числе, он убеждал королеву ругов проявлять большее милосердие к своим подданным неарианского вероисповедания. Увещевания не угнетать невиновных Северин дал и Фердеруху. Святой также предостерёг брата короля ругов от посягательств на имущество бедных и пленников. В случае же нанесения ущерба самому монастырю Северин угрожал Фердеруху божественным воздаянием и ужасным наказанием. Однако сразу же после смерти святого Фердерух — по словам Евгиппия, человек «ничтожный и нечестивый, всегда безмерно охваченный варварской жадностью», оправдываясь своей бедностью, разграбил монастырь Северина. По поручению ругийского принца, опасавшегося угроз умершего святого, это должен был сделать римский воин Авициан, но того внезапно охватила сильная дрожь. Посчитав этот недуг совершённым святым Северином чудом, Авициан не только отказался от участия в святотатстве, но и принял монашеский сан. В результате разграбление монастыря пришлось совершить самому Фердеруху. Среди похищенных им вещей были предназначенные для бедных одежды, серебряная чаша и вся церковная утварь. В «Житии святого Северина» утверждается, что Фердерух «забыв о заклинаниях и предсказаниях святого мужа, ограбив монастырь дочиста, оставил только стены, которые не мог переправить через Дунай». По утверждению Э. А. Томпсона, известно не так много случаев, когда варвары разоряли церкви исключительно для грабежа: большинство из них таким образом пытались воздействовать на своих религиозных оппонентов.
Бо́льшую часть правления Фелетей поддерживал союзнические отношения с правителем Италии Одоакром. Предполагается, что придунайские руги в то время находились в зависимости от правителя Италии, возможно, сопоставимой со статусом римских федератов. В этом случае в обязанности Фелетея входила защита Норика и его границы вдоль Дуная от нападений алеманнов и тюрингов. Однако когда в 486 году Одоакр всё же принял решение поддержать восставшего против Зинона Илла, император убедил Фелетея разорвать союз с правителем Италии и начать подготовку к вторжению ругов на Апеннинский полуостров. Первой жертвой конфликта стал сторонник мира с Одоакром Фердерух: под предлогом мести за разграбление монастыря святого Северина он был убит своим племянником Фридерихом. По утверждению Евгиппия, именно убийство Фердеруха дало повод Одоакру начать войну с придунайскими ругами. Уже в 487 году руги потерпели поражение: в конце осени правитель Италии совершил поход Ругиланд, победил своих врагов в сражении и пленил Фелетея и Гизо. Их привезли в Равенну (столицу тогдашней Италии) и здесь по повелению Одоакра казнили. Из королевской семьи ругов спасся только Фридерих: он бежал к королю остготов Теодориху Великому и впоследствии участвовал в завоевании тем государства Одоакра.

## Комментарии
1. ↑  В «Житии святого Северина» Авициан упоминается как солдат (лат. miles). Его называют «последним солдатом Норика»[14].